# Mengla Xiang
Mengla Xiang (kinesiska: 勐拉, 勐拉乡) är en socken i Kina. Den ligger i provinsen Yunnan, i den sydvästra delen av landet, omkring 270 kilometer söder om provinshuvudstaden Kunming. Antalet invånare är 33 953. Befolkningen består av 16 440 kvinnor och 17 513 män. Barn under 15 år utgör 24,0 %, vuxna 15-64 år 69 %, och äldre över 65 år 5,0 %.
Genomsnittlig årsnederbörd är 2 182 millimeter. Den regnigaste månaden är juli, med i genomsnitt 478 mm nederbörd, och den torraste är februari, med 30 mm nederbörd.